# Tosti

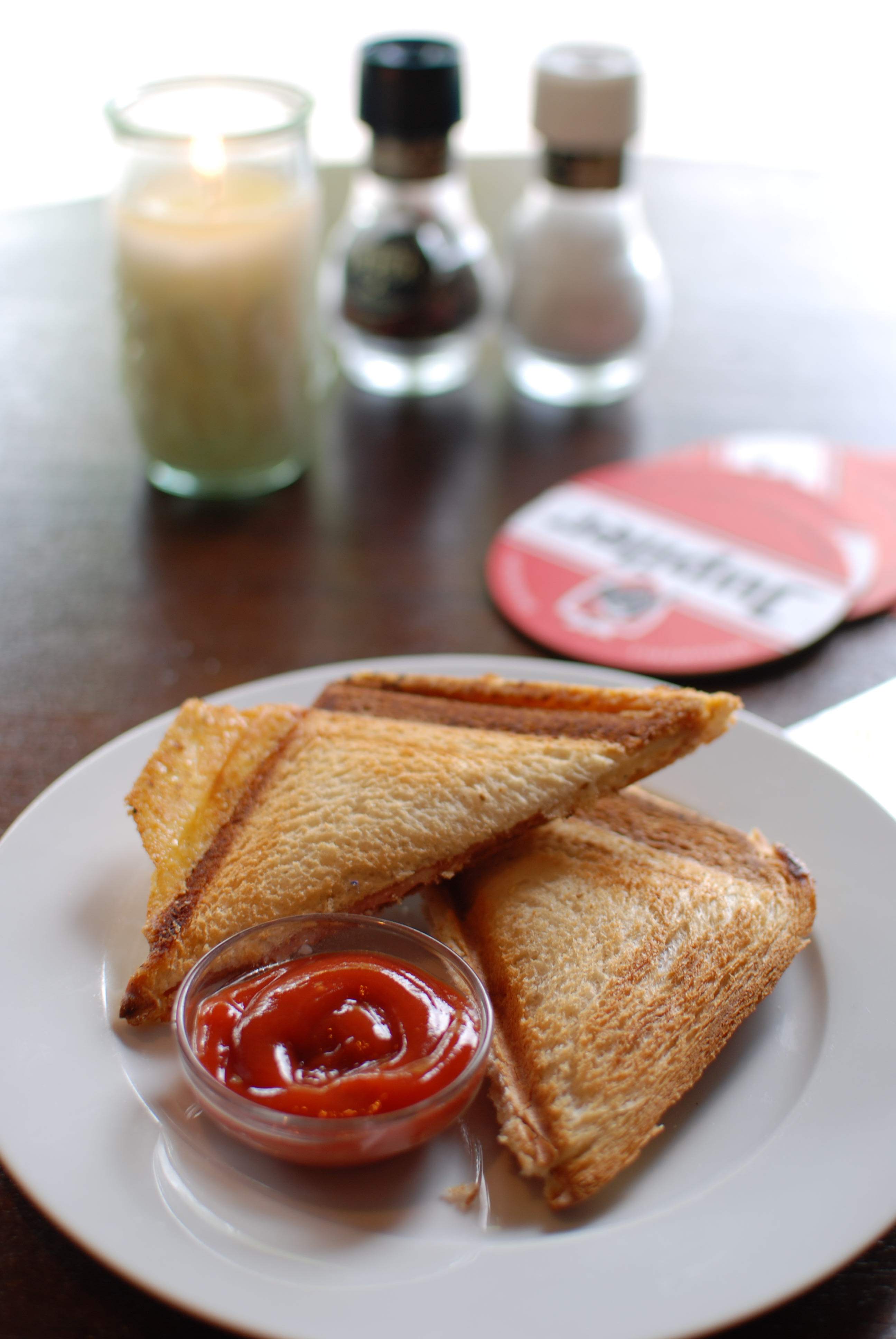
Een tosti met tomatenketchup

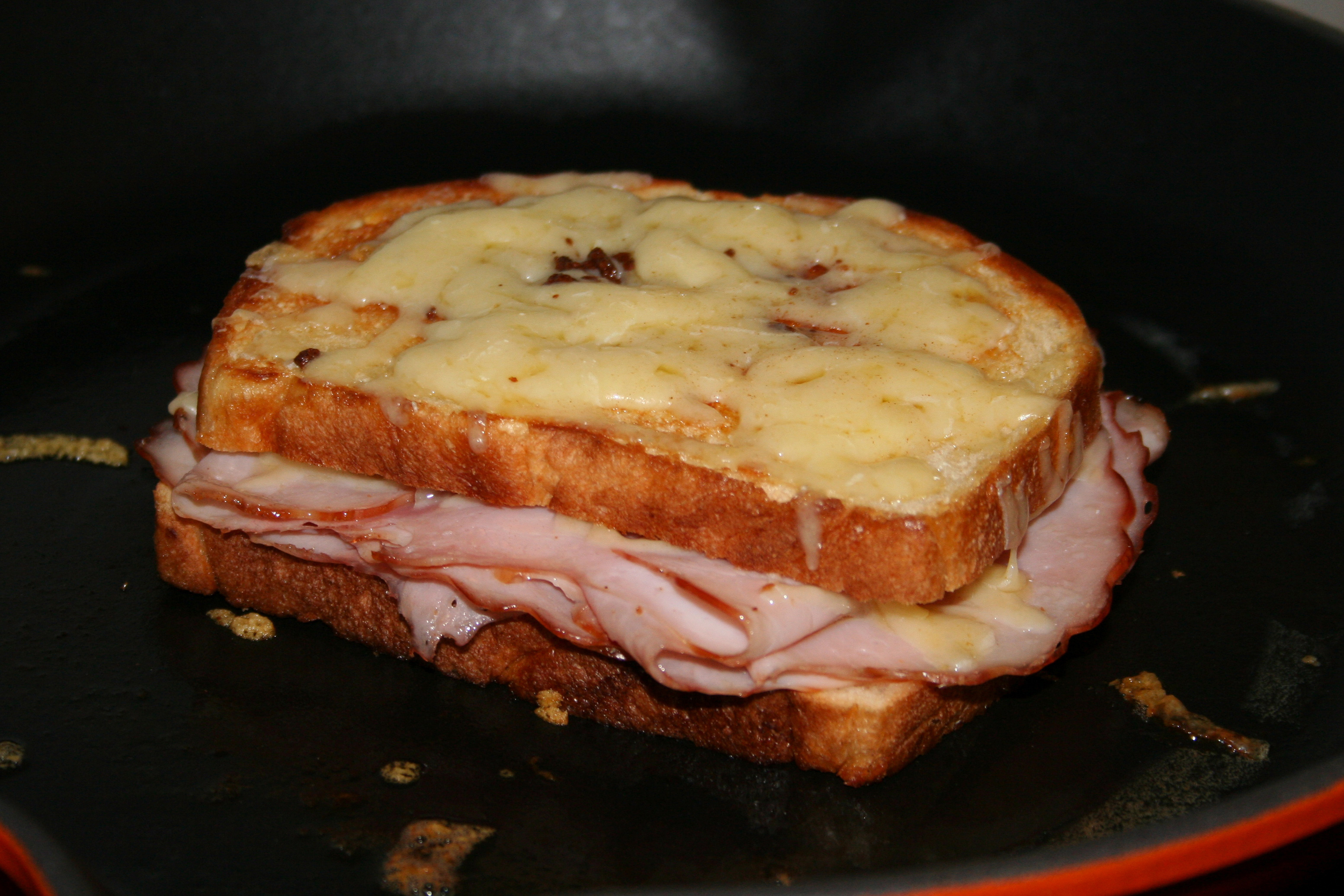
Croque-monsieur met bechamelsaus

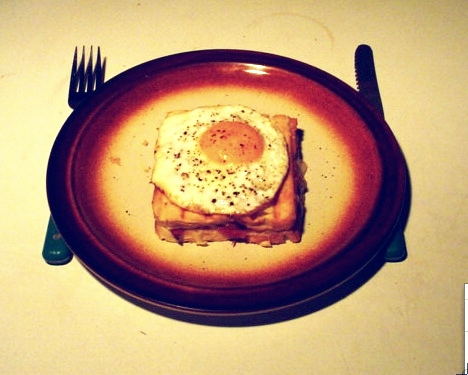
Croque-madame

De tosti (Nederland) of croque-monsieur (België/Frankrijk) is een sandwich-gerecht dat bereid wordt door twee dungesneden sneetjes brood samen met het tussenliggende beleg te roosteren in een tosti-ijzer (croque-monsieurmachine), grill, oven, speciaal broodrooster of koekenpan. Om ze uit het vuistje te kunnen eten, worden de tosti's of croques meestal schuin overlangs gesneden, zodat driehoeken ontstaan.

## Naam
De croque-monsieur zou voor het eerst in 1910 op een Parijse menukaart verschenen zijn. Volgens het Etymologisch woordenboek van het Nederlands komt het woord van het Italiaanse tosti – geroosterde sneden brood – dat een 'veritaliaanst' meervoud van het Engelse toast is.

## Beleg
Het beleg bestaat gewoonlijk uit kaas en ham. Variaties worden meestal op menukaarten gespecificeerd. Volgens de 'Culinaire encyclopedie' van uitgeverij Elsevier uit 1972 wordt het beleg van een tosti gevormd door kaas, leverpastei, ham of gerookte paling. In België bestaan veel varianten van de croque-monsieur.
Een tosti kan worden opgediend met sla en tomaat en een keuze van koude sauzen. Er bestaan vele varianten van de croque-monsieur, waarvan de croque-madame (met een spiegelei erbovenop) het bekendst is. Een Franse croque-monsieur kan getopt worden met een bechamelsaus.